# James Braid (arts)

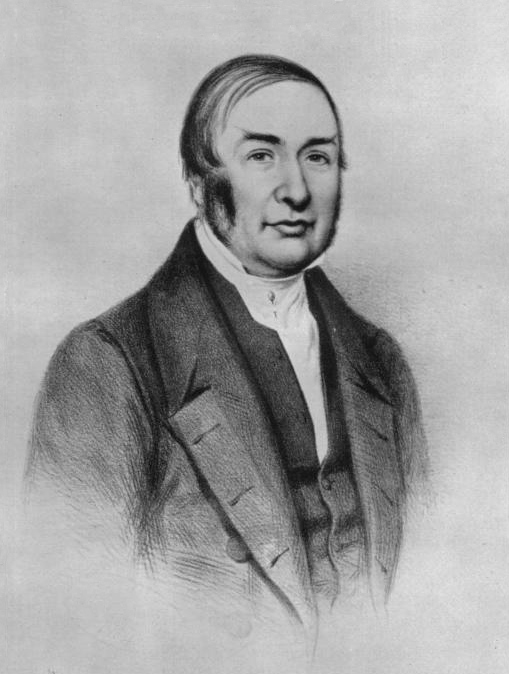
James Braid

James Braid (Rylawhouse (Fife, Schotland), 19 juni 1795 – Manchester, 25 maart 1860) was een Brits arts en vond de term hypnose uit alsook de procedure om te hypnotiseren.

## Biografie
Braid studeerde in Edinburgh en hield zich aanvankelijk met orthopedische chirurgie bezig waarover hij publiceerde in Edinburgh Medical and Surgical Journal, volume 56. 
Hij werkte als arts voor de mijnen van Leads-Hill in Lanarkshire, Schotland. In 1841 verhuisde hij naar Manchester waar hij een bloeiende praktijk uitbouwde. Hier raakte Braid geïnteresseerd in het mesmerisme in november 1841 toen hij een demonstratie bijwoonde van de rondreizende mesmerist Charles Lafontaine. Braid begon met mesmerisme te experimenteren en overtuigd dat hij de sleutel tot dit fenomeen had gevonden, begon Braid hierover lezingen te geven. Durand de Gros, die zich uitsluitend met dit fenomeen bezighield, bedacht de term Braidisme voor wat later hypnose zou worden.
In 1843 publiceerde Braid Neurypnology, or, the rationale of nervous sleep, considered in relation with animal magnetism, zijn eerste en enige exposé dat echt een boek kan vullen. In het boek definieerde hij termen als hypnose, hypnotiseren en hypnotiseur, die tot op vandaag in gebruik zouden blijven.
Braid zag hypnose als het uitlokken van een nervous sleep die verschilde van de gewone slaap. De efficiëntste manier om ze te bewerkstelligen was via visuele fixatie op een klein welverlicht object op 20 tot 40 cm voor en boven de ogen. Braid zag de vermoeiing van de oogspieren door volgehouden aandacht als fysieke voorwaarde voor hypnose. Dit zou leiden tot het sluiten van ogen met een vibratie van de oogleden. Twee vingers van de rechterhand richting ogen bewegen, kon deze reactie nog bevorderen.
Braid was vooral geïnteresseerd in de therapeutische mogelijkheden van hypnose en meldde succesvolle behandelingen van ziektes zoals verlamming, reuma, en afasie.
Hij verwierp het idee van een magnetische vloeistof als geopperd door Franz Anton Mesmer omdat iedereen zichzelf kon hypnotiseren door zich strikt aan de regels te houden die hij hiertoe had neergeschreven.